# Saab Aero-X
Saab Aero-X – koncepcyjny samochód sportowy szwedzkiej marki Saab skonstruowany w 2006 roku i zaprezentowany w tym samym roku podczas targów motoryzacyjnych w Genewie. Pojazd zasilany jest bioetanolem.

## Historia i opis modelu

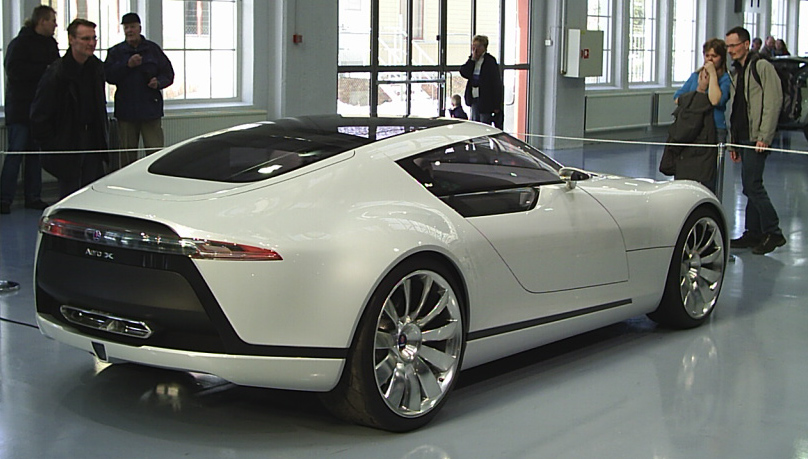
Tył Saaba Aero X

Dynamiczne nadwozie samochodu zostało wykonane z włókna węglowego. Pojazd nie posiada drzwi ani słupków podtrzymujących przednią szybę natomiast zamontowano w nim podobnie jak w kokpitach samolotów myśliwskich drzwi kokpitowe, które unoszą szklany dach zintegrowany z przednią szybą i osłonami bocznymi, bez przednich słupków, taki sam jak w Maserati Birdcage 75th. Czas ich otworzenia trwa 10 s, a kierowca posiada nieograniczoną widoczność w kącie 180 stopni. Oświetlenie pojazdu zostało zbudowane ze świateł LED.

### Silnik

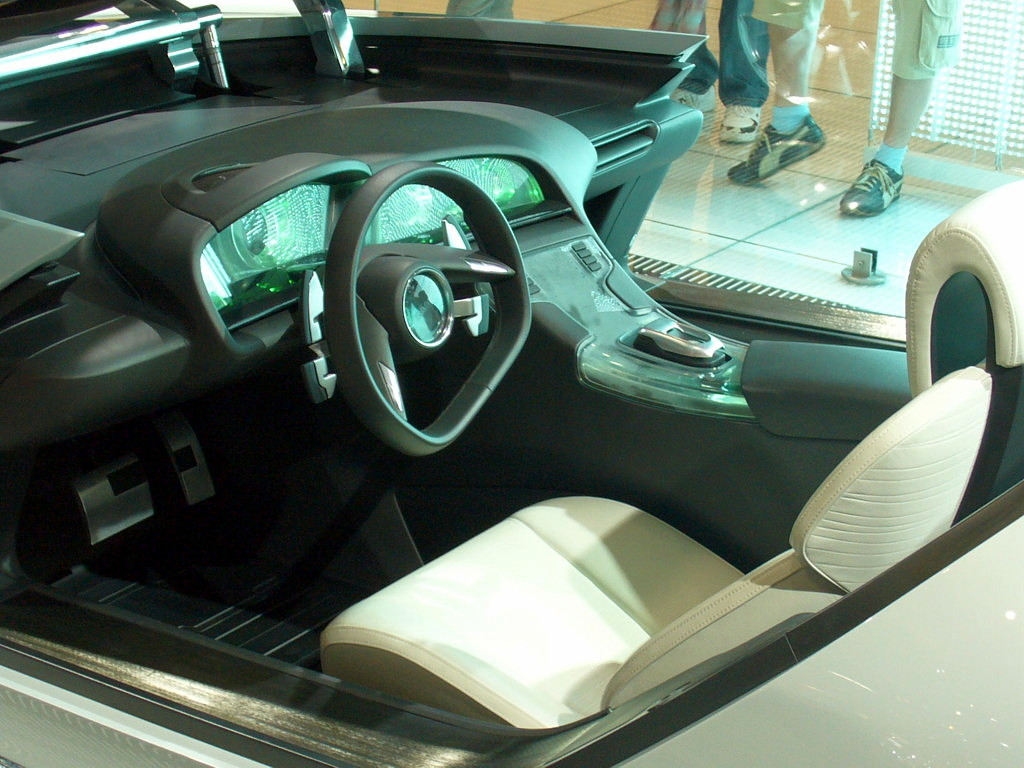
Wnętrze Aero X

### Silnik[5]
| Model              | Pojemność skokowa [cm³] | Typ silnika        | Rodzaj silnika     | Średnica cylindra [mm] | Stopień sprężania  | Moc maksymalna [KM] (kW) przy obr./min | Maks. moment obrotowy [Nm] przy obr./min | Przyspieszenie 0-100 km/h [s] | Prędkość maks. [km/h] | Źródło zasilania: |
| Silniki benzynowe: | Silniki benzynowe:      | Silniki benzynowe: | Silniki benzynowe: | Silniki benzynowe:     | Silniki benzynowe: | Silniki benzynowe:                     | Silniki benzynowe:                       | Silniki benzynowe:            | Silniki benzynowe:    |                   |
| ------------------ | ----------------------- | ------------------ | ------------------ | ---------------------- | ------------------ | -------------------------------------- | ---------------------------------------- | ----------------------------- | --------------------- | ----------------- |
| V6 2.8             | 2792                    | V6 DOHC            | Turbodoładowany    | 89.00                  | 12:1               | 405,6 / 5000                           | 501/2000-5000                            | 4,9                           | 250                   | Bioetanol         |